# Lake Mills (Wisconsin)
Lake Mills é uma cidade localizada no estado norte-americano de Wisconsin, no Condado de Jefferson.

## Demografia
Segundo o censo norte-americano de 2000, a sua população era de 4843 habitantes.
Em 2006, foi estimada uma população de 5401, um aumento de 558 (11.5%).

## Geografia
De acordo com o United States Census Bureau tem uma área de
9,9 km², dos quais 8,9 km² cobertos por terra e 1,0 km² cobertos por água. Lake Mills localiza-se a aproximadamente 247 m acima do nível do mar.

## Localidades na vizinhança
O diagrama seguinte representa as localidades num raio de 16 km ao redor de Lake Mills.